# Неорегелия
Неорегелия (лат. Neoregelia) — род эпифитных и наземных цветковых многолетних растений из подсемейства Bromelioideae семейства Бромелиевые (	Bromeliaceae), происходящих родом из тропических лесов Южной Америки.
Назван в честь Эдуарда Августа фон Регеля, директора Санкт-Петербургского ботанического сада, который впервые описал виды этого рода.
В дикой природе, в основном, растет на болотистых и тенистых участках влажных тропических лесов и каменистых горных склонах Восточной Колумбии, Восточного Перу, Бразилии, Эквадора.
Используется в качестве комнатного растения, выращивается в ботанических садах и парках.

## Описание
Высота взрослого растения достигает 20 сантиметров. У неорегелии нет стебля. Листья имеют ремневидную, широколинейную форму. Края листьев выражено пильчатые либо с большим количеством небольших шипов. Листья собраны в несколько розеток, расположенных друг над другом центр которых часто имеет светло-белый или бледно-лиловый цвет. Во время появления соцветия внутренняя часть листовой розетки или концы листьев окрашиваются в насыщенно-красный цвет. Соцветие произрастает из листовой пазухи и имеет кистевидную форму. Большое количество цветов расположено в пазухах прицветников.
Корни мясистые и способны прикрепляться к поверхности почвы или другим растениям, при этом большей частью нужны растению, чтобы прикрепляться, а не для получения питательных веществ. Влагу растение получает из природных осадков, накапливающихся в его чаше, а питательные вещества в основном получает воздушным путем.

## Таксономия
Neoregelia L.B.Sm.,  Contributions from the Gray Herbarium of Harvard University 104: 78. 1934.
Синоним
Regelia (Lem.) Lindm., Öfversigt af Kongl. Vetenskaps-Akademiens Forhandlingar. Stockholm 47: 542. 1890, nom. illeg. non Schauer, 1843.

### Виды
Род содержит боле 120 видов.
Некоторые из них:
- Neoregelia carolinae — Неорегелия Каролины[источник не указан 1692 дня]
- Neoregelia marmorata — Неорегелия мраморная[источник не указан 1692 дня]
- Neoregelia tristis — Неорегелия мрачная[источник не указан 1692 дня]
- Neoregelia spectabilis — Неорегелия красивая[источник не указан 1692 дня] или нарядная[источник не указан 1692 дня]
- Neoregelia pauciflora — Неорегелия немногоцветковая[источник не указан 1692 дня]

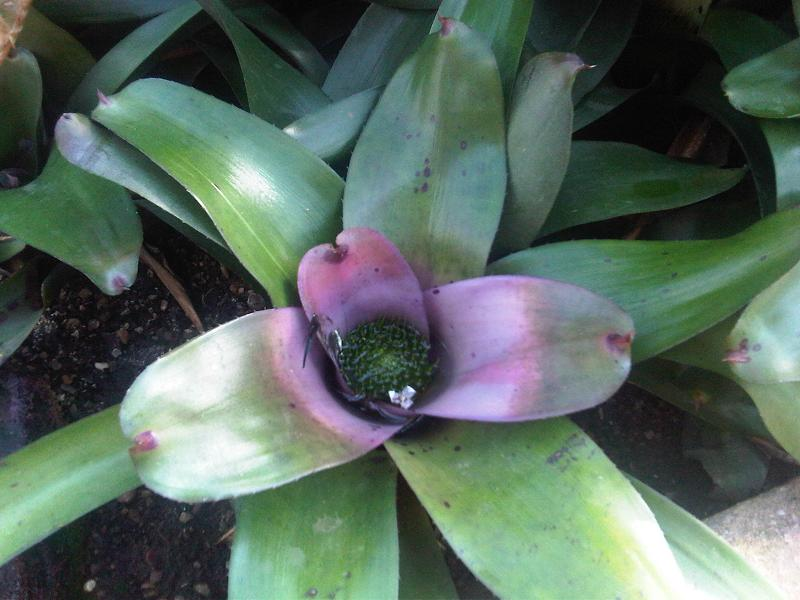
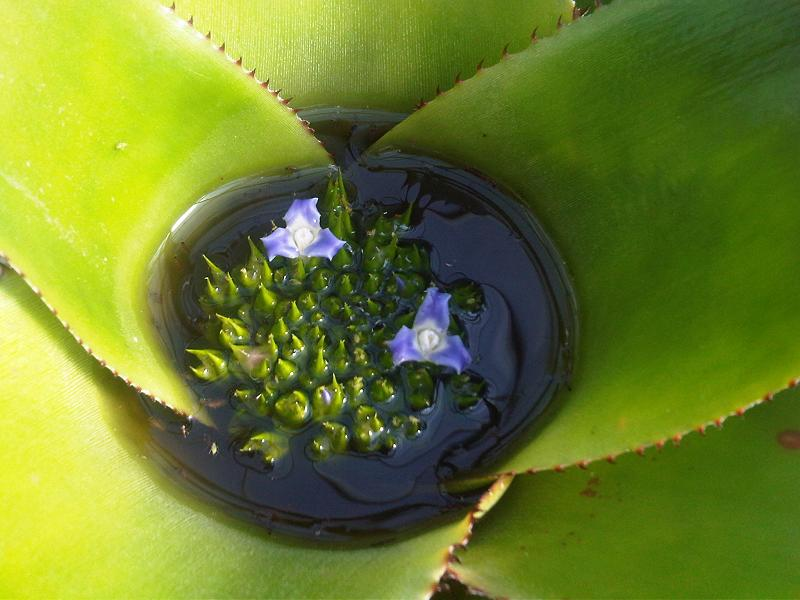
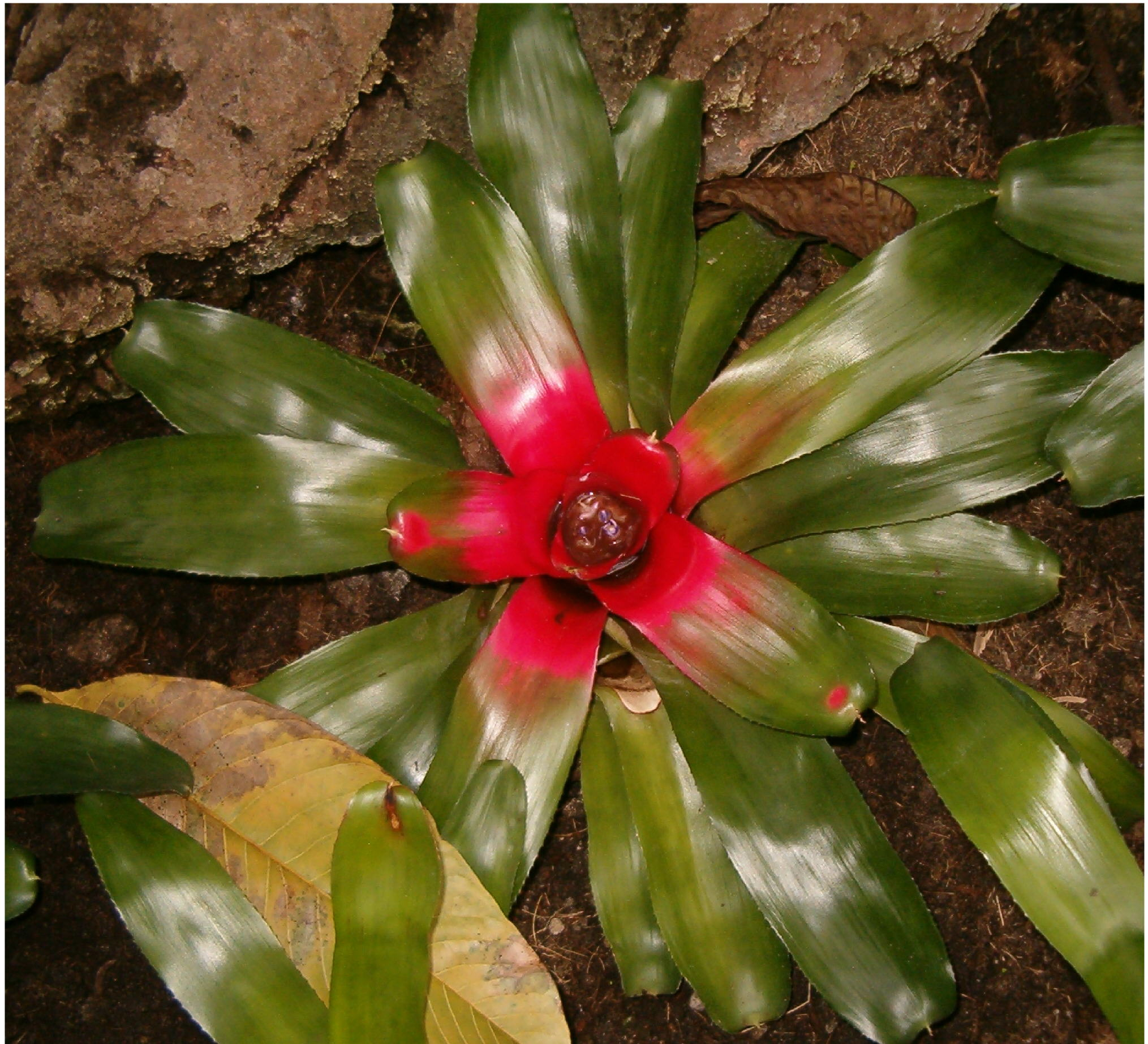
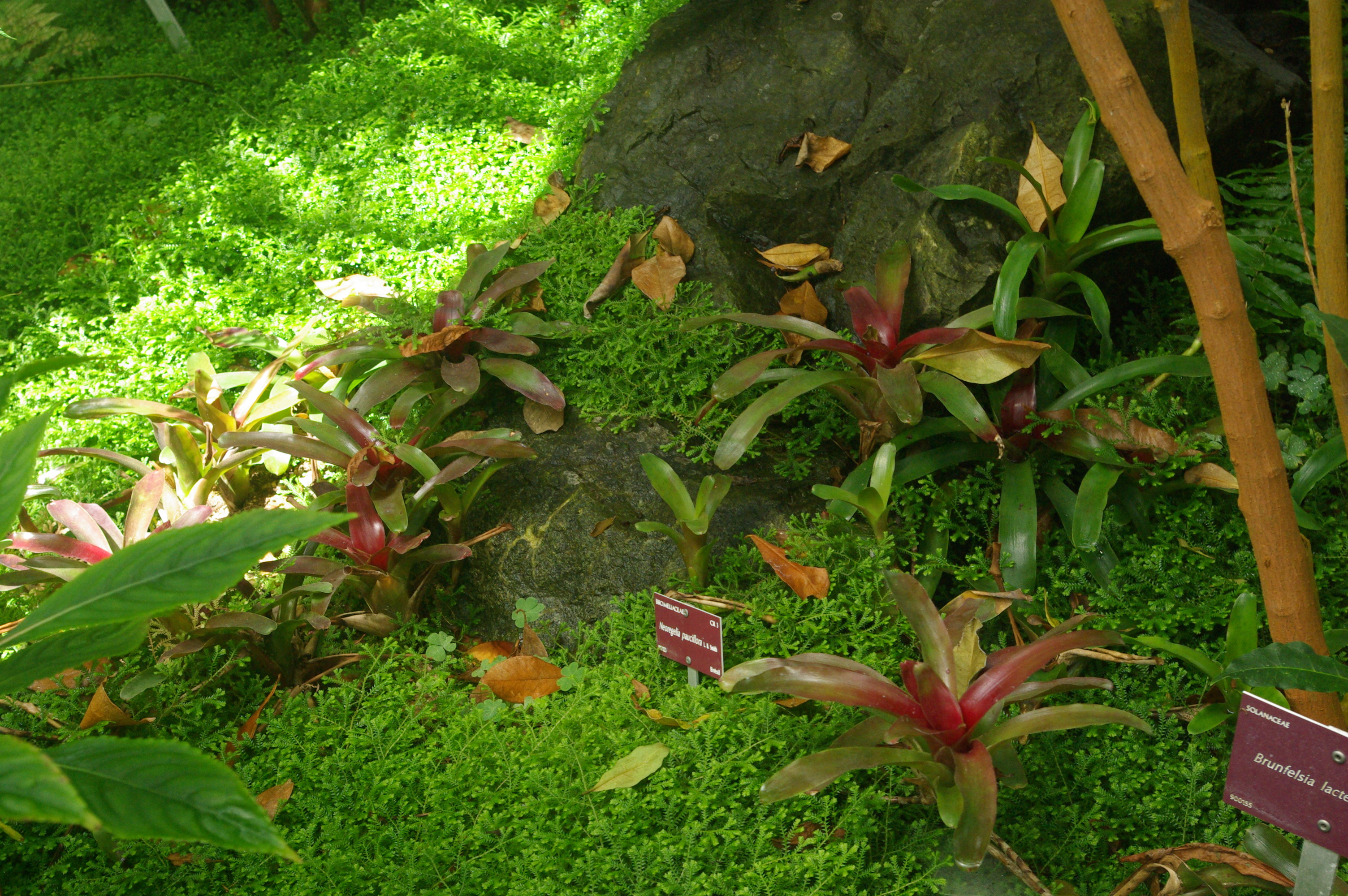

- Neoregelia sarmentosa — Неорегелия отпрысковая[источник не указан 1692 дня]
- Neoregelia ampullacea — Неорегелия пузырчатая[источник не указан 1692 дня]
- Neoregelia cyanea — Неорегелия синяя[источник не указан 1692 дня]
- Neoregelia tigrina — Неорегелия тигровая[источник не указан 1692 дня]